# Luca Cei
Luca Cei (Pietrasanta, 7 mei 1975) is een Italiaans voormalig wielrenner.

## Belangrijkste overwinningen
1998
- 12e etappe Ronde van Langkawi

1999
- 12e etappe Ronde van Langkawi

## Grote rondes
| Jaar | Ronde van Italië | Ronde van Frankrijk | Ronde van Spanje |
| ---- | ---------------- | ------------------- | ---------------- |
| 1998 |                  |                     |                  |
| 1999 | opgave           |                     |                  |
| 2000 | opgave           |                     |                  |